# A varázsige: I love you
A varázsige: I love you (eredeti cím: Everyone Says I Love You) 1996-ban bemutatott amerikai zenés filmvígjáték, amelyet Woody Allen írt és rendezett, aki a következő színészekkel szerepel együtt: Julia Roberts, Alan Alda, Edward Norton, Drew Barrymore, Gaby Hoffmann, Tim Roth, Goldie Hawn, Natasha Lyonne és Natalie Portman. A filmet 1996. december 8-án mutatták be.
A film kereskedelmi szempontból nem teljesített jól, de a kritikusok szerint Allen későbbi filmjei közül a legsikeresebbek közé tartozik, a Chicago Sun-Times kritikusa, Roger Ebert pedig Allen legjobbjai közé sorolta.
Egy New York-i lány összehozza apját egy gyönyörű nővel, akinek problémás házassága van, miközben mostohahúgát eljegyzik.

## Cselekmény
Egy manhattani felsőosztálybeli nagycsalád érzelmeit követhetjük dalban New Yorkból Párizsba és Velencébe. Különböző barátok, szerelmesek, ismerősök és rokonok játszanak, érintkeznek és énekelnek a három városban. E személyek közé tartozik a fiatal szerelmespár, Holden és Skylar Manhattanből; Skylar szülei, Bob és Steffi; Joe, Steffi volt férje; DJ, Joe és Steffi házasságából született lánya; Von, egy hölgy, akivel Joe Velencében találkozik; és egy nemrég szabadult fegyenc, Charles Ferry, aki Skylar és Holden közé csöppen, ami a szakításukhoz vezet.

## Szereplők
- Natasha Lyonne – Djuna "D.J." Berlin
- Alan Alda – Bob Dandridge
- Woody Allen – Joe Berlin
- Drew Barrymore – Skylar Dandridge (Olivia Hayman szinkronizálta énekhangját)
- Lukas Haas – Scott Dandridge
- Goldie Hawn – Steffi Dandridge
- Gaby Hoffmann – Lane Dandridge
- Edward Norton – Holden Spence
- Natalie Portman – Laura Dandridge
- Julia Roberts – Von Sidell
- Tim Roth – Charles Ferry
- David Ogden Stiers – Arnold Spence
- Ichák Perlman – önmaga
- Edward Hibbert – Harry Winston eladó
- Patrick Cranshaw – nagypapa
- Billy Crudup – Ken Risley
- Robert Knepper – Greg
- Scotty Bloch – Lynn Spence
- Isiah Whitlock – zsaru
- Kevin Hagan – portás
- Navah Perlman – zongorista
- Waltrudis Buck – pszichiáter
- Christy Carlson Romano – Csokit vagy csalunk gyerek
- Arlene Martell – ápolónő
- Helen Miles Énekesek: Helen Miles, Arlene Martell, Emily Bindiger, Cindy Cobitt, Al Dana, Kevin DeSimone, Paul Evans, Chrissy Faith, Jeff Lyons, Michael Mark, Jenna Miles, Robert Ragaini, Lenny Roberts, Annette Sanders, Terry Textor, Vaneese Thomas és Ashley H. Wilkinson.

## Zene
A film klasszikus dalokat vesz elő, és egy aktualizált forgatókönyvbe foglalja össze őket, néhány esetben váratlan táncelemekkel.
1. "Just You, Just Me" (Jesse Greer, Raymond Klages) — Edward Norton
2. "My Baby Just Cares For Me" (Walter Donaldson, Gus Kahn) — Edward Norton/Natasha Lyonne
3. "Recurrence/I'm a Dreamer, Aren't We All" (Ray Henderson, Lew Brown, B.G. DeSylva) — Dick Hyman/Olivia Hayman
4. "Makin' Whoopee" (Donaldson, Kahn) — Tim Jerome
5. "Venetian Scenes/I'm Through With Love" (Kahn, Matt Malneck, Fud Livingston) — Dick Hyman/Woody Allen
6. "All My Life" (Sam Stept, Sidney Mitchell) — Julia Roberts
7. "Just You, Just Me" (Salsa Version) (Greer, Klages) — Dick Hyman and the New York Studio Players
8. "Cuddle Up a Little Closer" (Karl Hoschna, Otto Harbach) — Billy Crudup/Sanjeev Ramabhadran
9. "Looking at You" (Cole Porter) — Alan Alda
10. "Recurrence/If I Had You" (Ted Shapiro, Jimmy Campbell, Reg Connelly) — Dick Hyman/Tim Roth
11. "Enjoy Yourself (It's Later than You Think)" (Carl Sigman, Herb Magidson) — Patrick Crenshaw
12. "Chiquita Banana" (Leonard McKenzie, Garth Montgomery, William Wirges) — Christy Carlson Romano
13. "Hooray for Captain Spaulding/Vive Le Capitaine Spaulding" (Bert Kalmar, Harry Ruby, Philippe Videcoq) — The Helen Miles Singers
14. "I'm Through with Love" (Kahn, Malneck, Livingston) — Goldie Hawn/Edward Norton
15. "Everyone Says I Love You" (Kalmar, Ruby) — The Helen Miles Singers[2]

Az előadók többsége saját hangján énekel, két kivételtől eltekintve: Goldie Hawn, akinek Allen azt mondta, hogy szándékosan énekeljen rosszabbul, mert túl jól énekelt ahhoz, hogy hihető legyen, mint egy normális ember, aki épp csak dalra fakad, és Drew Barrymore, aki meggyőzte Woody Allent, hogy az ő éneklése még ahhoz a "valósághű énekhang" koncepcióhoz is túl szörnyű, amire ő törekedett. A hangját Olivia Hayman szinkronizálta.
A címadó dalt Bert Kalmar és Harry Ruby írta, ami a Marx fivérek Horse Feathers című filmjének (1932) visszatérő főcímdala volt. Allen közismert Groucho Marx-rajongó. Marx főcímdalát, az Gyanús dolog (1930) "Hooray for Captain Spaulding" című dala hangzik el, amelyet Groucho Marxék kórusa énekel franciául.
A dalok, a filmzene és az azt követő album felvétele, keverése és társproducere Dick Hyman és Roy Yokelson.

## Bevétel
A film 1996. december 8-án került a mozikba Észak-Amerikában, három moziban. A nyitóhétvégén 131 678 dollár volt a bevétele (43 892 dollár vetítésenként). Észak-amerikai vetítési futamideje összesen 9 759 200 dolláros bevétellel zárult.

## Fordítás
- Ez a szócikk részben vagy egészben  az   Everyone Says I Love You című angol Wikipédia-szócikk fordításán alapul.  Az eredeti cikk szerkesztőit annak laptörténete sorolja fel. Ez a jelzés csupán a megfogalmazás eredetét és a szerzői jogokat jelzi, nem szolgál a cikkben szereplő információk forrásmegjelöléseként.